# Tahir Abdullayev (architecte)
Tahir Abdullayev (en azéri : Tahir Abdulla oğlu Abdullayev ; né le 25 août 1915, à Nakhtchivan et mort le 5 janvier 2004 à Bakou) est un ingénieur émérite  (1964) et architecte émérite de la RSS d'Azerbaïdjan(1979).

## Biographie
Tahir Abdulla oghlu Abdullayev est diplômé du Collège technique industriel Nariman Narimanov en 1933 et en 1939 il obtient un diplôme en architecture de l'Institut industriel d'Azerbaïdjan. Il commence à travailler au département de planification architecturale du comité exécutif du conseil municipal de Bakou et y travaille jusqu'en 1941.
En 1951-92, il est directeur de l'Institut Azerdovlatlayiha.
Tahir Abdullayev conçoit des centaines de maisons d'habitation, de bâtiments et d'équipements publics, poursuit son travail à l'institut Bakidovlatlayiha (Plan d'État de Bakou) de 1993 jusqu'à la fin de sa vie.
Tahir Abdullayev reçoit à deux reprises le Prix d'État du Conseil des ministres de l'URSS pour sa contribution au développement de l'architecture nationale de l'Azerbaïdjan avec la construction de l'hôtel Azerbaïdjan, le plan général de la ville de Sumgayit et un certain nombre d'autres projets, et reçoit les ordres Drapeau rouge du travail et Insigne d'honneur. Il est retraité individuel du Président de la République d'Azerbaïdjan.
Tahir Abdullayev est à la tête de l'Institut Azerdovlatlayiha pendant 41 ans. Il réunit autour de lui des architectes et des ingénieurs expérimentés. Les architectes Mikayil Useynov, Rasim Aliyev, Talat Khanlarov, Shafiga Zeynalova, Yusif Gadimov, Naima Akhundova, les ingénieurs Madat Khalafov, Eldar Mammadov, Khalid Najafov, Azad Gojamanli et d'autres étaient à l'avant-garde de la génération des maîtres architectes. Palais des Sports Heydar Aliyev, Milli Majlis, bâtiments des Archives nationales et du Théâtre dramatique national sont conçus également par Tahir Abdullayev.